# شهرستان ایکی-بورولسکی
شهرستان ایکی-بورولسکی (به لاتین: Iki-Burulsky District) یک شهرستان در روسیه است که در قالمیقستان واقع شده‌است.